# Andrew Massey
Pour les articles homonymes, voir Massey.
Andrew Massey est un compositeur et chef d'orchestre britannique, né le 1er mai 1946 et mort le 1er juin 2018 dans le Vermont aux États-Unis, essentiellement actif aux États-Unis.

## Biographie
De 1991 à 2002, Andrew Massey est le principal dirigeant de l'orchestre symphonique de Toledo en Ohio. Il était auparavant chef principal de l'orchestre philharmonique de Fresno, de l'orchestre symphonique-philharmonique de La Nouvelle-Orléans et de l’orchestre philharmonique du Rhode Island (en).

## Source
- (en) Cet article est partiellement ou en totalité issu de l’article de Wikipédia en anglais intitulé « Andrew Massey (conductor) » (voir la liste des auteurs).